# 経済表

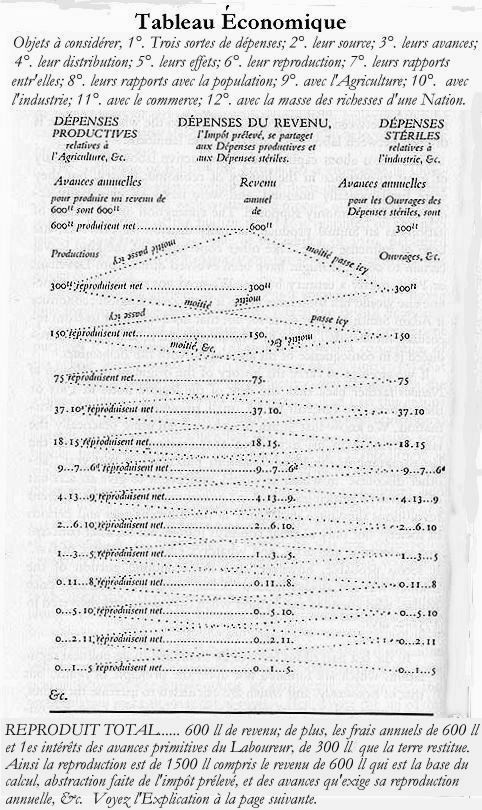
ケネーによる経済表の初期の視覚化の図（1759年）

経済表（けいざいひょう）は、フランソワ・ケネーが1758年に著した経済モデルである。重農主義経済理論の基礎となった。カール・マルクスからは「実に天才的な，疑いもなく最も天才的な着想」と称賛されている。
ケネーは、商業と工業は富の源泉ではないと考えており、その代わりに彼の著書『経済表』（Tableau économique, 1758）の中で、地代、賃金、購買の形をとって経済を流通する農業余剰が経済の原動力だと示した。ケネーによれば、第一に、規制は社会階級全体の所得の流れを妨げるため、経済発展を阻害する。第二に、地主などの非生産階級の贅沢な生活習慣は所得の流れを歪めるため、彼らの繁栄に有利となる、農民などの生産階級への課税を減らさなければならない。

## モデル
ケネーが作成したモデルは、3つの経済主体で構成されている。「所有」階級は、地主のみで構成されている。「生産」階級はすべての農業労働者で構成されている。「不産」階級は職人や商人から構成されている。3つの階級間の生産物と（または）現金の流れは所有階級から始まるが、これは彼らが土地を所有し、他のいずれの階級からも購入するからである。工程は次の手順を踏む。
1. 農民は地主から土地を借りて1,500個の食糧を生産する。彼はその1,500個のうち、自分自身と家畜と彼が雇ったすべての労働者を養うために600個を保有する。彼は市場で、残りの900個を1つ1リーブルで販売する。彼は300リーブルを（150リーブルは自分自身に、150リーブルは彼の労働者に）非農産品（衣類、家庭用品など）を商人や職人から購入するために保持する。こうしてケネーがproduit netと呼んだ純利益600リーブルが生じる[1]。
2. 職人は工芸品750個を生産する。これだけの生産のためには、彼は300個の食糧と150個の外国品が必要とする。彼はまた、彼自身がその年に生活するに必要な生活必需品として150個の食糧と150個の工芸品を必要とする。合計450個の食糧と150個の工芸品と150個の外国品である。彼は農民から450リーブルの食糧を購入し、商人から150個の食糧を購入し、600個の工芸品を市場で600リーブルで販売する。職人は彼の工芸品を販売して得た現金を、翌年の生産物の原材料を購入するのに使わなければならないため、彼には純利益が無い。
3. 地主は食糧と工芸品の単なる消費者であり、まったく何も生産しない。彼の生産工程に対する想像上の「貢献」は、自然に存在する土地の使用に対して農民が地代として支払う600リーブルの再配分である。地主は地代の300リーブルを市場で農民から食糧を購入し、300リーブルを職人から工芸品を購入するために使用する。彼は純粋に消費者であるため、ケネーは地主を経済活動の原動力と見なした。彼の消費に対する欲望が、彼の賃貸収入全体を食糧や工芸品に出費させ、それが他の階級に所得を提供するのである。
4. 商人は外国からの輸入と引き換えに食糧を輸出するためのメカニズムである。商人は職人から受け取った150リーブルを市場で食糧を購入するために使用するが、彼はより多くの外国品と交換するために食糧を国外へ持ち出すものと見なされる。

この表は、なぜ重農主義者が食糧の輸出についてはカンティロンに賛成しないのかという理由を示している。経済は食糧の余剰を生産するが、農民と職人のどちらも、生活必需水準以上の食糧を消費する立場に無い。地主は飽和水準まで消費していると想定されるため、それ以上消費することができない。食糧は容易に保存することができないため、それを使用することができる誰かに販売することが必要である。これが商人が価値を与える点である。

## 重農主義的説明
しかし、商人は富の源泉ではない。重農主義者は「工業と商業のどちらも富を生まない。」と信じていた。もっともらしい説明は、「重農主義者は、フランス経済の実際の状況に照らして彼らの理論を発展させた。」というものである。フランスは、土地所有者が人口の6～8%を構成し、土地の50%を所有する絶対君主制であった。農業は国の富の80%を占め、人口の土地を所有しない部分は、「実質的に、すべての所得を食糧の必要によって消費されてしまうような、本当にわずかなものを生産する、自給自足の農業を行っている。」 また輸出は主に、ワインのような農業ベースの製品から成っている。フランス経済における農業の大規模な影響を考えると、彼らは王の利点に使用するために経済モデルを開発した可能性の方が高い。
重農主義者は、反重商主義運動の先頭に立った。ケネーの理論に代わる選択肢としての工業と国際貿易に反対する彼の主張は、二点ある。第一に、工業は富の増加を生まないため、農業から工業へ労働力を向け直すことは、国の全体の富を減少させるだろう。さらに、人口は利用可能な土地と食糧供給を満たすまで膨張するため、土地の使用が食糧を生産しないのであれば、人口は減少しなければならない。第二に、重商主義者の基本的前提は、富を得るためには、国は輸入する以上に輸出しなければならないということだが、しかしそれは、国内消費の需要よりも多くの交換可能な資源を持つことを仮定している。フランスは完成品や半完成品を生産することのできる植民地を持たなかった。イギリス（例えばインドのような）やオランダ（例えば北アメリカ、アフリカ、南アメリカのような）のように。フランスの主な植民地的存在は、カリブ海、北アメリカ南部、そして東南アジアであったが、それらはフランスのように、農業ベースの経済だった。フランスが輸出のために過剰に持っていた唯一の商品は食糧であったため、工業生産を基盤とする国際貿易がより多くの富を生むことはなかっただろう。
しかし、ケネーは反工業ではなかった。フランスが強力な工業市場を育成するのに良い立場にはないという自分の評価に対して、彼が現実的なだけだった。彼は、職人や工場がフランスに来るのは、彼らの商品に対する国内市場の大きさの比率に限るだろうと主張した。「国は、原料の地域的利用可能性と適切な労働力が、海外競争上のコスト優位性を持つことができる範囲においてのみ、国は工業生産に集中すべきである。」とケネーは信じていた。その総計を超えるいかなるものも、貿易を通じて購入する必要があるのである。

## 『経済表』の諸版
ケネーは1758年12月に『経済表』の初版を出版したが、印刷部数が少ないため、初版の原本は現在伝わっていない。その後『経済表』はケネーの生前に数度出版されたが、版によって原表が修正されたり改訂されたりしたため、ケネーの真意について、さまざまな解釈を生むこととなった。それらの諸版を整理すると次のようになる。
- 初版ーー1758年12月に印刷されたが、原本は残っていない。1890年にその草稿が発見された。草稿により、この版には「国民年収入の変化についての注意」が付いていたことが知られる。
- 第2版ーー1759年春に印刷されたが残っていない。1890年にその校正刷りが発見された。 この版では、初版の「注意」が「シュリー氏王国経済の抜粋」と名を変えた。
- 第3版ーー1759年末に印刷された。残っていたものが研究者ギュスターヴ・シェルによって発見された。
- 1760年版ーーミラボー侯爵が『人間の友』第6篇を出版した際に「経済表とその説明」を付した。『経済表』の内容はこれによって同時代人に、広く知られるようになった。
- 1763年版ーーケネーとミラボー共著『農業哲学』の第7章に掲載された。この表は「略表」または「小表」と呼ばれる。この略表には「経済的統治の一般原則」が付いている。
- 1766年版ーー『農業・商業・財政雑誌』に論文「経済表の分析」とともに掲載された。これは「範式」と呼ばれる最終的な表である。マルクスが研究対象としたのはこの範式であり、経済学者アウグスト・オンケンはそれでは研究として不十分と批判した[5]。

## 遺産
経済表は、経済学における相互依存システムの「最初の精密な定式化」であり、また経済学における乗数理論の起源であると信じられている。預金の再貸付による、部分準備金銀行制度での信用創造の理論において、類似した表が使われている。
賃金基金説は経済表から導出されたが、後に捨て去られた。